# The Silence (2019)
The Silence ist ein deutsch-amerikanischer Horrorfilm aus dem Jahr 2019 mit Kiernan Shipka und Stanley Tucci in der Hauptrolle. Regie führte John R. Leonetti nach einem Drehbuch von Carey Van Dyke und Shane Van Dyke, das den gleichnamigen Horror-Roman von Tim Lebbon aus dem Jahr 2015 adaptiert. Der Film zeigt eine Welt, die von Kreaturen angegriffen wird, die nach Klang jagen. 
Netflix veröffentlichte The Silence am 10. April 2019, in den deutschen Kinos startete der Film am 16. Mai 2019.

## Handlung
Nachdem Höhlenforscher in einem Höhlensystem 800 Meter unter den Appalachen eine Trennwand zu weiteren Höhlen durchbrochen haben, werden dort bislang von der Außenwelt abgeschnittene fledermausähnliche Wesen befreit. Diese sind blind, weisen jedoch ein sehr gutes Gehör auf und greifen alle Objekte an, die Geräusche produzieren. Sofern es sich um Menschen oder Säugetiere handelt, werden diese getötet und dienen nachfolgend als Brutstätte für die sich sehr schnell vermehrenden Wesen.
Auch die in einer US-amerikanischen Großstadt lebende Familie der 16-jährigen Ally wird angegriffen und muss mit zwei Autos gemeinsam mit einem engen Freund der Familie aus der Stadt aufs Land fliehen. Dabei kommt der Freund ums Leben. Die Familie findet zunächst Zuflucht in einem abgelegenen Haus, deren Bewohnerin von den Wesen getötet wurde. Ally ist seit einem Unfall im Alter von 13 Jahren taub, daher beherrscht die gesamte Familie die Gebärdensprache und ist in der Lage, Geräusche zu vermeiden, die die Wesen anziehen, und kann still kommunizieren.
Die Sekte Die Verstummten, die sich die Zunge entfernt haben, um stumm zu leben, greift die Familie an: Als Mädchen im fruchtbaren Alter soll Ally gekidnappt werden. Ally kann befreit werden, ihre Großmutter fällt dabei jedoch den Fledermauswesen zum Opfer. Über das noch immer funktionierende Internet findet die Familie schließlich heraus, dass die Wesen keine Kälte vertragen, weshalb sich im Norden des Kontinents eine Schutzzone entwickelt hat. Die verbliebene Familie, nur noch bestehend aus Ally, ihrem kleinen Bruder sowie den Eltern, macht sich daher auf den Weg in den Norden. Am Ende des Films ist Ally in einem Wald zu sehen, in dem Schneereste liegen, wo sie mit Pfeil und Bogen eines der Wesen erlegt.